# Goravan
Goravan (en arménien Գոռավան ) est une communauté rurale du marz d'Ararat en Arménie. En 2008, elle compte 2 628 habitants.